# Langley Research Center
Langley Research Center i Virginia, er det ældste NASA laboratorium, opført 1917,
forsker i luft- og rumfart.